# Кемаль Стафа
Кемаль Стафа (алб. Qemal Stafa; нар. 20 березня 1920, Ельбасан — пом. 5 травня 1942, Тирана) — один із засновників Комуністичної партії Албанії, лідер її молодіжної організації.
Кемаль Стафа навчався у Шкодері, а потім у Тиранському ліцеї (згодом — Вища школа Кемаль Стафа). Він був дуже активним у національно-визвольному русі Албанії під час Другої світової війни. Він був убитий у будинку на околиці Тирани італійськими фашистськими військами, які окупували Албанію. Вважається, що він, можливо, був зраджений одним або більше з своїх товаришів, можливо Енвером Ходжею (перший секретар Албанської комуністичної партії і лідер Албанії), якому була вигідна його смерть. Джерелом цих звинувачень може свідчити загибель багатьох членів Комуністичної партії, під час і після Другої світової війни. 5 травня, у річницю його смерті, було обране після війни Днем мучеників Албанії і пам'яті усіх тих, хто віддав своє життя за визволення Албанії.
Багато вулиць, площ та шкіл у різних містах носять його ім'я, а також військова база і найважливіший стадіон Албанії.